# Les Femmes du square
Pour plus de détails, voir Fiche technique et Distribution.
Les Femmes du square est un film français écrit et réalisé par Julien Rambaldi et sorti en 2022.
Il est présenté en avant-première au Festival du film francophone d'Angoulême et sort en salles quelques mois plus tard.

## Synopsis
Angèle (Eye Haïdara) est une africaine en situation irrégulière, endettée et menacée par des malfrats. Wassia (Bwanga Pilipili), une autre africaine logeant dans le même immeuble lui trouve une place de nounou dans une famille huppée. Grâce à son culot et son sens des réparties Angèle arrive à obtenir un bon contact avec Arthur (Vidal Arzoni), le fils de son employeuse Hélène (Léa Drucker). Mais Angèle est confrontée aux relations de classe qui séparent ces riches familles des employées qu'elles exploitent. En cherchant à défendre les droits de ces femmes, qui se rencontrent dans les squares parisiens, elle fait la connaissance d'Edouard (Ahmed Sylla), un jeune avocat noir, avec lequel elle va essayer de défendre Wassia. Mais cela n'ira pas sans difficultés,...

## Fiche technique
Sauf indication contraire, les informations mentionnées dans cette section peuvent être confirmées par les bases de données cinématographiques IMDb et Allociné,  présentes dans la section « Liens externes ».
- Titre original : Les Femmes du square
- Réalisation : Julien Rambaldi
- Scénario : Julien Rambaldi et Jean-Luc Gaget
- Musique : Emmanuel Rambaldi
- Décors : Riton Dupire-Clément
- Costumes : Emmanuelle Youchnovski
- Photographie : Laurent Tangy
- Son : Pierre Excoffier, Sandy Notarianni et Luc Thomas
- Montage : Stéphane Pereira
- Production : François Kraus et Denis Pineau-Valencienne
  - Production exécutive : Sylvain Monod
- Sociétés de production : Les Films du kiosque ; coproduit par Orange Studio et France 2 Cinéma
- Sociétés de distribution : Orange Studio (international) par UGC Distribution
- Budget : 4,75 millions d'euros
- Pays de production :  France
- Langue originale : français
- Format : couleur
- Genre : comédie dramatique
- Durée : 105 minutes
- Dates de sortie :
  - France : 16 novembre 2022

## Distribution
Sauf indication contraire, les informations mentionnées dans cette section peuvent être confirmées par la base de données cinématographiques IMDb,  présente dans la section « Liens externes ».
- Eye Haïdara : Angèle
- Ahmed Sylla : Édouard
- Léa Drucker : Hélène, la mère d'Arthur
- Vidal Arzoni : Arthur
- Élodie Navarre : Claire Berthuis
- Pascal Rénéric : Paul Berthuis
- Louis-Do de Lencquesaing : Henri
- Bwanga Pilipili : Wassia
- Jisca Kalvanda : Fatou
- Assouma Sow : Bintou
- Annabelle Lengronne : Sheila
- Marc Zinga : Koffi
- Nolan Van de Weyer : Assane
- Juliette Pedevilla-Defaÿ : Caroline Berthuis
- Benoît Moret : Bruno

## Accueil

### Accueil critique
En France, le site Allociné attribue au film la note de 3,3⁄5, à partir de l'interprétation de 19 critiques de presse.
La critique de 20 Minutes dit du film que « la tendresse et le respect pour des femmes aux origines variées imprègnent une comédie de mœurs généreuse, car révélatrice in fine de l'exploitation dont elles sont victimes ».
Pour Le Figaro, « le film de Julien Rambaldi jette un regard original et pertinent sur les babysitters parisiennes. Son excellente distribution en fait une comédie très incarnée ».
Pour L'Obs, « scènes rigolotes et répliques senties suffiraient déjà à susciter l'empathie pour cette comédie romantique et sociale capable d’asséner quelques vérités. Il y a mieux : Eye Haïdara, baratineuse d’enfer, niaque inouïe, déjà repérée dans Le Sens de la fête et En thérapie. ».
Pour Christophe Caron de La Voix du Nord, « la dénonciation est là, mais pas martelée. Juste emballée dans un film social feel good assez rafraîchissant, mâtiné de comédie romantique, et signé par un cinéaste qui faisait preuve des mêmes qualités il y a un an avec C'est la vie ».
Pour le résumé de la critique du site aVoir-aLire, le film est une « comédie sociale parmi tant d'autres qui ne brille que par l’énergique interprétation de son personnage principal ».

### Box-office
Pour son premier jour d'exploitation en France, Les Femmes du square réalise 17 896 entrées, dont 6 004 en avant-première, pour la dernière marche du podium du box-office des nouveautés, derrière Les Amandiers (20 561) et devant Les Engagés (5 504). Au bout d'une première semaine d'exploitation, le long-métrage totalise 105 828 entrées, pour une sixième place au box-office derrière Mascarade (131 377) et devant Les Amandiers (104 057). La semaine suivante, le long-métrage perd deux places (8e) avec 66 258 entrées supplémentaires, derrière Mascarade (77 221) et devant Armageddon Time (60 612).
| Pays ou région | Box-office      | Date d'arrêt du box-office | Nombre de semaines |
| -------------- | --------------- | -------------------------- | ------------------ |
| France         | 246 440 entrées | 3 janvier 2023             | 7                  |
| Total mondial  | - $             | -                          | -                  |

## Distinction

### Sélection
- Festival du film francophone d'Angoulême 2022